# Amelia Coltman
Amelia Coltman (Melton Mowbray, 6 april 1996) is een Brits skeletonster.

## Carrière
Coltman maakte haar wereldbekerdebuut in het seizoen 2020/21 waar ze in de eindstand 24e werd, ze nam dat seizoen aan drie wereldbekerwedstrijden deel. Haar beste resultaat was een 14e plaats in de wereldbekerwedstrijd in Sigulda.

## Resultaten

### Wereldbeker
Eindklasseringen
| Seizoen   | Rang |
| --------- | ---- |
| 2020/2021 | 24e  |